# Louis Xavier Defitte
Louis Xavier, comte de Fitte de Soucy, est un homme politique français né le 28 février 1775 à Vitry-sur-Seine (Val-de-Marne) et décédé le 29 septembre 1840 à Auvernaux (Essonne).

## Biographie
Fils du général François Louis de Fitte et de Renée Suzanne Marie Louise Dirkheim de Mackau, il entre au régiment d'Angoumois en 1791, puis sert dans la compagnie de la Tour-d'Auvergne. 
En 1792, il suit à la légation de France à Naples son oncle, le ministre plénipotentiaire Mackau. Il est envoyé en Portugal comme secrétaire de légation du général Lannes en 1802. Sous-préfet de Cambrai en 1813, destitué en 1814 à la Restauration. Il est ensuite conseiller d'arrondissement puis conseiller général et député de Seine-et-Oise de 1834 à 1840, siégeant au centre gauche.

## Distinctions
- Chevalier de la Légion d'honneur (1835)[1]

## Sources
- « Louis Xavier Defitte », dans Adolphe Robert et Gaston Cougny, Dictionnaire des parlementaires français, Edgar Bourloton, 1889-1891 [détail de l’édition]